# Mario Llamas
Mario Llamas González (30 de marzo de 1928 – 17 de junio de 2014) fue un tenista mexicano que destacó en los años 50 y 60. En 1954 junto con Gustavo Palafox formaron un buen equipo de Copa Davis, derrotaron 3-2 a Japón en el Centro Deportivo Chapultepec (en 1954 Gustavo Palafox logra arrebatarle un punto a Vic Seixas en la serie contra los EE. UU. en la final de la zona americana). Posteriormente derrotan a Canadá con un contundente 4-1. En 1956 está vez con Francisco "Pancho" Contreras vencen a Brasil 4-1. Integrante del célebre equipo de Copa Davis de México en 1962 que disputara la final en contra de las estrellas australianas Rod Laver, Roy Emerson, Neale Fraser. Llamas llegó a estar en los 15 mejores jugadores del mundo a nivel amateur. En los años 50 fue campeón nacional de dobles mixtos con Yolanda Ramírez.

## Juegos Panamericanos

### Finalista Individuales (1)
| Año  | Torneo            | Oponente en la final |
| 1963 | JP São Paulo 1963 | Ronald Barnes        |

### Campeón Dobles (1)
| Año  | Torneo         | Pareja          |
| 1955 | JP México 1955 | Gustavo Palafox |